# Geología del área del Valle de la Muerte

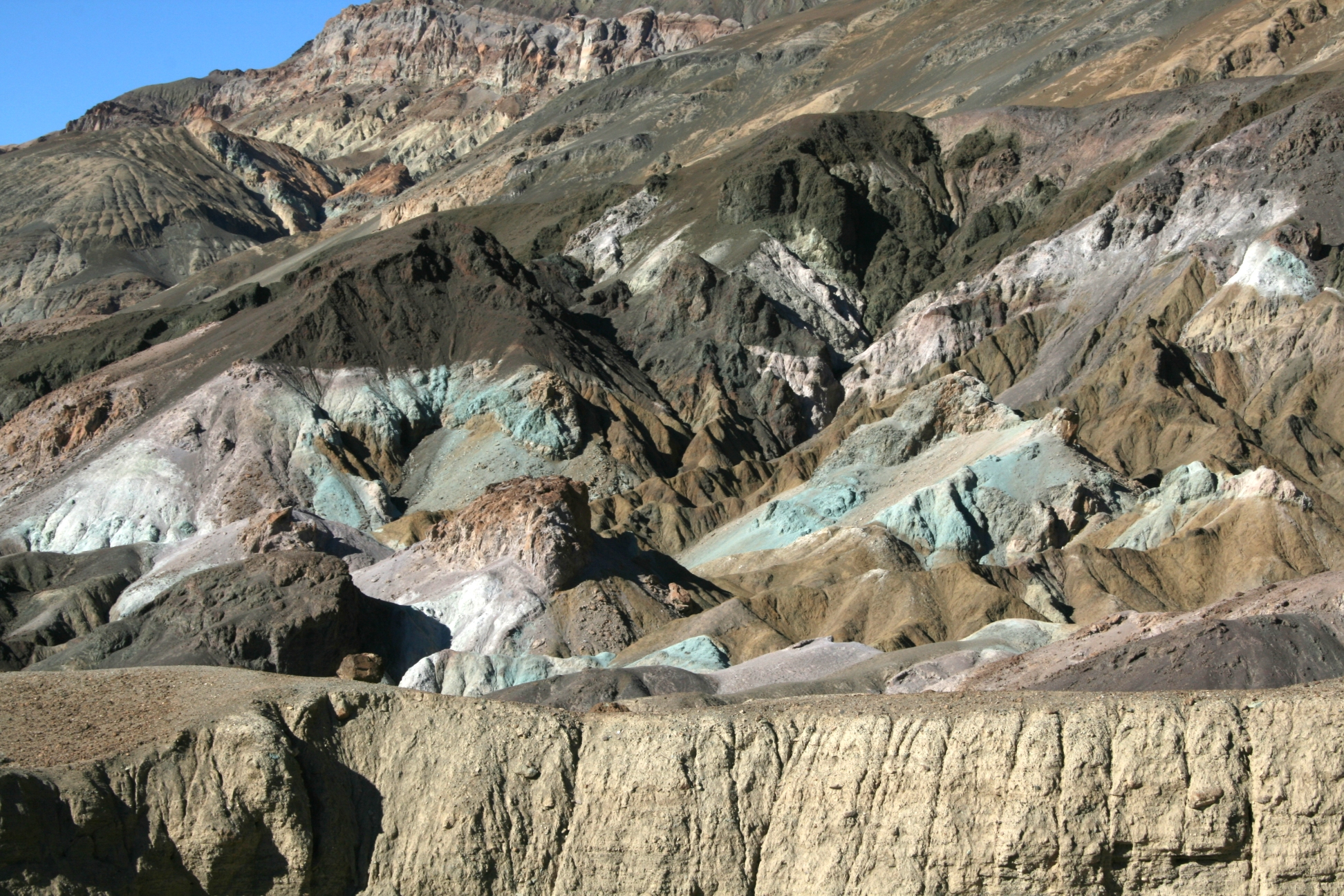
Una de las formaciones del Valle de la Muerte, La Paleta del Artista (Artist’s Palette)

La geología expuesta del área de Valle de la Muerte presenta un conjunto diverso y complejo de al menos 23 formaciones de unidades de sedimentación, dos huecos importantes en el registro geológico llamados discordancias, y al menos un conjunto distinto de formaciones geológicas relacionadas llamadas "grupo". Las rocas más viejas en el área que ahora incluye el parque nacional Valle de la Muerte sufrieron extensas modificaciones por presión y calor intensos y tienen al menos 1700 millones de años de antigüedad. Estas rocas provienen de una masa de granito de 1400 Ma (hace millones de años) que más tarde fue expuesta a casi 500 millones de años de erosión.
- Datos: Q1503219
- Multimedia: Geology of the Death Valley area / Q1503219